# ノートルダム学院小学校
ノートルダム学院小学校（ノートルダムがくいんしょうがっこう）は、京都府京都市左京区下鴨南野々神町にある私立小学校。

## 沿革
1954年（昭和29年）4月に、アメリカ・ミズーリ州セントルイスから来日したノートルダム教育修道女会の4人のシスターの尽力と松ヶ崎に住んでいた京都市民の理解と協力により、創立された。

## 学校の内容
生徒数は約770名。1クラスあたり30名程で、各学年4クラスの全24クラス。
なお、1年生1〜4組 2年生5〜8組 6年生21〜24組のようにクラス番号が振り分けられている。

## 校歌
作詞:srメリーアンシラ 作曲:srメリーキャロライン
1.比叡の緑窓に映え  学びに集う徳と知の   園に訪る聖マリア   希望はもえる高らかに  われらの母よ あゝノートルダム
2.輝く旭のぼりゆき  学びの庭に仰ぎ見る   聖人(ひじり)の微笑(えみ)にいざわれら  義(ただ)しく生きん純潔(きよら)かに
われらの母よ あゝノートルダム
3.青空すみて学舎(まなびや)に  真理(まこと)の道をきわめつつ   平和と愛にみちあふれ  われらたたえん高らかに
栄光(さかえ)と誉(ほまれ)  三位(さんみ)の神に

## 活動
上級生が下級生と共に学ぶ、「パートナーシップ」という制度があり、学年の壁がなく、児童の仲が大変よい学校である。それは、毎年5月下旬か6月上旬に開催されるスポーツフェスティバル（運動会）に遺憾なく発揮されている。1年生は、6年生に給食の準備を手伝ってもらう。上級生は、下級生に校舎内の説明や、学校内でのルールを教える。
スポーツフェスティバルでは1-6年生をクラスごとに4つに分けて対抗する。パートⅰからⅳまであり、ⅰは総合の運動会、ⅱは球技大会、ⅲはマラソン大会、ⅳは大縄大会がある。その総合点で年間の優勝を決める。

### 教育
キリスト教の教えに基づき、神を敬い、自分も人も大切にする子供を育むことを目指している。
「読む、書く、話す」という国語力の基礎向上をカリキュラムの中心に据え、週3日読書の時間が必須であり（10分）漢字検定で優秀団体に選ばれるなどの成果があがっている。また、数学検定においても「数検グランプリ」金賞の団体にも選ばれている。そして、読書感想文の大会では、優秀賞に選ばれる生徒もいる。またiPadなどによるプログラミング教育や英語教育も早くから始めている。英語教育は1年生からあり、毎日何らかの形で英語に触れさせることで英語感覚を養っている。

### 校外学習
「山の家学習」というものもあり、30周年記念で建設された「ノートルダム山の家」（滋賀県途中）で、自然と触れ合う学習をする。4年生では、稲刈り等の体験を通じて、お米の大切さを考える。

### 修学旅行
秋には、6年生が「ディスカバリー」というものに参加する。これは、日本各地に訪れてその地域のことを学ぶ、修学旅行のようなものである。2024年現在は、壱岐、大分、北九州、長崎コースの四つのコースに分かれている。

### スキー学習
冬になると、箱館山スキー場に、1、2、3年生が向かう。また、4年生は長野県の湯ノ丸高原へ向かう。3、4年生は合宿として行われる。

### 遠泳合宿
1995年頃から始まっており、最初の5年生は琵琶湖で泳ぎ、次は三重県の浜島で泳ぎ、最終的に兵庫県の日本海奥城崎ビーチに泳ぎに行った。5年生の遠泳合宿は2024年に温暖化等の影響により無くなった。

### テスト
この学校では、計算大会、漢字大会、文章題大会、学年テストが、毎年行われる。学年テストは最も難関であり、1〜5年生は年1回、6年生が年に2回行われる。また、実用数学技能検定や、日本漢字能力検定なども受検する。

## プール
50周年記念で建設されたプールは、三菱重工業神戸造船所が施工したものであり、プール床が上下に可動する優れたものである。
このプールの床を155cmまで下げることで5年生に実施される遠泳に向けた訓練を行い、最低1km以上または30分以上の遠泳を達成し、児童に「目的を達成する喜び」を体験させる教育を学校と保護者が手を携えて実践している。

## 著名な出身者
- 大山平一郎（指揮者、ヴィオリスト）…第一期生
- 佐山展生（経営学者、一橋大学教授、スカイマーク会長）
- 山内成介（実業家）
- 諏訪あい（元宝塚歌劇団花組）
- さかはらあつし（作家、映画監督）
- 佐々木蔵之介（俳優）
- 池坊美佳（華道家）
- 池坊専好 (4代目)（華道家）
- 千宗左 (15代)（茶道家）
- TAKUYA（JUDY AND MARY）
- 松井道宣 (外科医、京都府医師会長)
- 神谷ゆり（気象予報士）
- 隠岐孝浩（プログラマー）

## 系列校
- ノートルダム女学院中学校・高等学校
- 京都ノートルダム女子大学